# Liste der Baudenkmäler in Kleinbouslar
Die Liste der Baudenkmäler in Kleinbouslar enthält die denkmalgeschützten Bauwerke auf dem Gebiet der Stadt Erkelenz im Kreis Heinsberg in Nordrhein-Westfalen (Stand: Oktober 2011). Diese Baudenkmäler sind in der Denkmalliste der Stadt Erkelenz eingetragen; Grundlage für die Aufnahme ist das Denkmalschutzgesetz Nordrhein-Westfalen (DSchG NRW).

| Bild                         | Bezeichnung                  | Lage               | Beschreibung | Bauzeit                    | Eingetragen seit  | Denkmal- nummer |
| ---------------------------- | ---------------------------- | ------------------ | --- | -------------------------- | ----------------- | --------------- |
| Wohnhaus (Haus Kleinbouslar) | Wohnhaus (Haus Kleinbouslar) | Kleinbouslar Karte | 18. Jahrhundert mit älterem Kern, Rundturm im Hof 15./16. Jahrhundert 1891 restauriert; 4-flügelige Backstein-Anlage, Front weiß geschlämmt, 2-geschossiges Herrenhaus mit Flügelbauten, daneben freistehender Rundturm; Torhaus mit Blausteinportal.     | 18. Jh.                    | 20. Oktober 1982  | 32              |
| weitere Bilder               | Barbara Kapelle              | Kleinbouslar Karte | Backsteinkapelle auf kreuzförmigen Grundriss mit Dachreiter | um 1900                    | 14. Mai 1985      | 193             |
| Wegekreuz von 1865           | Wegekreuz von 1865           | Kleinbouslar Karte | Blaustein, Sockel mit Nische und Inschrift, Kreuz erneuert. | 1865                       | 14. Mai 1985      | 194             |
| Wegekreuz                    | Wegekreuz                    | Kleinbouslar Karte | Neugotisches Wegekreuz, wurde später wegen Kriegsschäden durch Betonkreuz ersetzt, welches bereits Verwitterungsschäden aufweist. Es ist beabsichtigt, das Provisorium durch ein dem ursprünglichen Kreuz entsprechendes neues Sandsteinkreuz zu ersetzen | Mitte des 19. Jahrhunderts | 10. Dezember 1986 | 317             |